# بورگزالاخ
بورگزالاخ (به آلمانی: Burgsalach) یک شهر در آلمان است که در وایسنبورگ-گونتسنهاوزن واقع شده‌است.